# FBC Třinec
FBC Třinec (nach seinen Sponsoren: FBC Intevo Třinec) ist eine Unihockeymannschaft,  befindet sich in der tschechischen Stadt Třinec. Das Team wurde 2011 gegründet.
Die Damenmannschaft spielt seit der Saison 2023/24 in der ČEZ Extraliga (höchste Liga), in die sie 2023 nach einem Playoff-Sieg über das Team Panthers Praha mit 3:1 nach Spielen erstmals in der Geschichte aufstieg. Zu den größten Erfolgen des Teams gehört der Aufstieg ins Viertelfinale des Pohár Českého Florbalu im Jahr 2022.
Die Herrenmannschaft spielt ab der Saison 2023/24 in der drittklassigen Národní florbalová liga, in die sie 2023 erstmals aufgestiegen ist.
Namenhistorie:
- 2011 bis 2013 – FBC Steel Třinec (Floorball club Třinec)
- 2013 bis 2020 – FBC Ossiko Třinec (Floorball Club Ossiko Třinec)
- seit 2020 – FBC Intevo Třinec (Floorball Club Intevo Třinec)